# Navasa
Navasa (en aragonés Nabasa o Navasa) es una localidad española perteneciente al municipio de Jaca, en la Jacetania, provincia de Huesca, Aragón.

## Situación
Se encuentra a ocho kilómetros de Jaca, a 987 metros de altitud, al norte de la Peña Oroel. Se levanta en una pequeña "nava".  El topónimo Navasa debe de proceder del indoeuropeo, de "nava" que se refiere a un espacio llano, sin vegetación, situado entre montes.  
Está rodeada por los bosques del monte de Santa Eulalia y de la sierra Buyán. Al oeste, hundido en un profundo barranco, la recorre el río Gas, afluente del Aragón. 

### La Val Ancha
Navasa se integra en la comarca llamada La Val Ancha, que es una de las seis unidades territoriales que integran las localidades que forman parte del municipio de Jaca. Pertenecen a La Val Ancha las 14 poblaciones siguientes: Guasa,  Ipas, Lerés, Badaguás, Baraguás,  Gracionépel, Espuéndolas, Barós, Ulle, Navasa, Navasilla, Orante, Martillué y Jarlata.
La Val Ancha es la primera zona abierta después de los Pirineos adecuada para la agricultura y ganadería. Constituye una depresión que va desde Jaca hasta Sabiñánigo, cuyo límite septentrional está definido por la sierra de Baraguás mientras que la sierra de la Peña Oroel marca el meridional. Aquí, en  un territorio relativamente reducido, se encuentran pequeñas localidades que tradicionalmente se han dedicado a la agricultura de secano y a la ganadería lanar y vacuna.

### Cárcavas
En Navasa, a la izquierda de la carretera que sube al puerto, se puede contemplar el fenómeno de cárcavas, frecuente en La Val Ancha. Se define por la erosión que el agua produce en las laderas de suelos solubles como son las margas y calcitas. Forma profundas estrías, paralelas entre sí, que descienden de los collados y dejan el suelo sin vegetación. Es característico el color gris azulado de los suelos.

## Organización municipal
Fue municipio independiente. En 1857 incorporó los municipios de Frauca, Jarlata, Navasilla y Sasal, y en 1950  los de Abena y Ara. En 1964 Navasa se incorporó al municipio de Guasa y en 1966 al de Jaca, al que pertenece en la actualidad.

## Geografía humana

### Demografía
| Gráfica de evolución demográfica de Navasa entre 1842 y 1960 |
| |
| Población de derecho según los censos de población del INE Población de hecho según los censos de población del INEEntre el censo de 1857 y el anterior, crece el término del municipio porque incorpora a 225116 (Franca), 225134 (Jarlata), 225177 (Navasilla) y 225238 (Sasal) Entre el censo de 1950 y el anterior, crece el término del municipio porque incorpora a 22501 (Abena) y 22515 (Ara) Entre el censo de 1970 y el anterior, este municipio desaparece porque se integra en el municipio 22130 (Jaca) |

En el "fogaje" (censo) realizado en 1495 tenía 12 fuegos, lo que equivaldría a unos 70 vecinos. 

### Antiguo municipio de Navasa (1842-1960)
Datos demográficos del municipio de Navasa desde 1842:
| 117           | 309 | 313 | 278 | 282 | 302 | 301 | 304 | 249 | 279 | 269 | 577 | 471 | -- | -- |
| (Fuente: INE) |     |     |     |     |     |     |     |     |     |     |     |     |    |    |

- En el censo de 1842 se denominaba Ibor.
- Entre el censo de 1857 y el anterior, crece el término del municipio porque incorpora a Frauca, Jarlata, Navasilla y Sasal.
- Entre el censo de 1950 y el anterior, crece el término del municipio porque incorpora a Abena y Ara.
- Entre el censo de 1970 y el anterior, este municipio desaparece porque se integra por partes en los municipios de Jaca y Sabiñánigo.
- Datos referidos a la población de derecho, excepto en los censos de 1857 y 1860 que se refieren a la población de hecho.

### Localidad de Navasa (1900-2019)
Datos demográficos de la localidad de Navasa desde 1900:
| 127                   | 142 | 125 | 133 | 143 | 112 | 84 | 34 | 28 | 24 | 29 | 40 | 47 |
| (Fuente: IAEST e INE) |     |     |     |     |     |    |    |    |    |    |    |    |

- Datos referidos a la población de derecho.

## Toponimia
Aparece citado en la documentación histórica a partir de 1068 como Navasa, Nabasa, Nausas y Nauassa.

## Historia
Figura en documentos de San Juan de la Peña desde 1068. En 1109 Fortún Sánchez de Yárnoz y la infanta Ermesinda vendieron al monasterio de Leire un palacio y la mitad de Navasa. 
La familia de los Abarca de Gavín fueron eran señores de Navasa y de Sasal hasta el 1445, apareciendo en el 1336 como señor Pedro de Avarcha, quien era savio en dreyto. 
En 1559 el ataque sobre Biescas de Martín de Abarca, señor de Gavín, provocó la extensión del conflicto por el valle de Tena y Jaca. Navasa se vio afectada y sufrió el incendio del palacio señorial y de la abadía (casa parroquial).
El Diccionario de Pascual Madoz describe Navasa a mediados del siglo XIX en los siguientes términos:

El clima es sano. Compónese de 14 casas e iglesia parroquial (Santa Eulalia), contiguo a la cual está el cementerio [...] El terreno es escabroso, le cruza un camino que dirige desde Sabiñánigo a Jaca, de cuyo punto recibe la correspondencia. Produce pocos granos y pastos; cría ganado lanar y vacuno, y caza conejos, libres y perdices. Industria: un telar de lienzos y estameñas. Población: 19 vecinos, 117 almas.

## Arquitectura

### Iglesia de la Asunción
Dedicada a la Asunción de la Virgen, hasta el siglo XIX lo fue a santa Eulalia. Es románica, del siglo XII. Tiene una nave de planta rectangular con cabecera constituida por el presbiterio y el ábside semicircular. Presenta bóveda de cañón sobre el primer tramo de la nave y el presbiterio; por su parte, el ábside se cierra con bóveda de cuarto de esfera. El resto de la nave tiene cubierta plana, de madera, que sustituyó a la románica. En los siglos XVI y XVII se llevaron a cabo amplias reformas, así como la construcción de la sacristía y las capillas laterales.

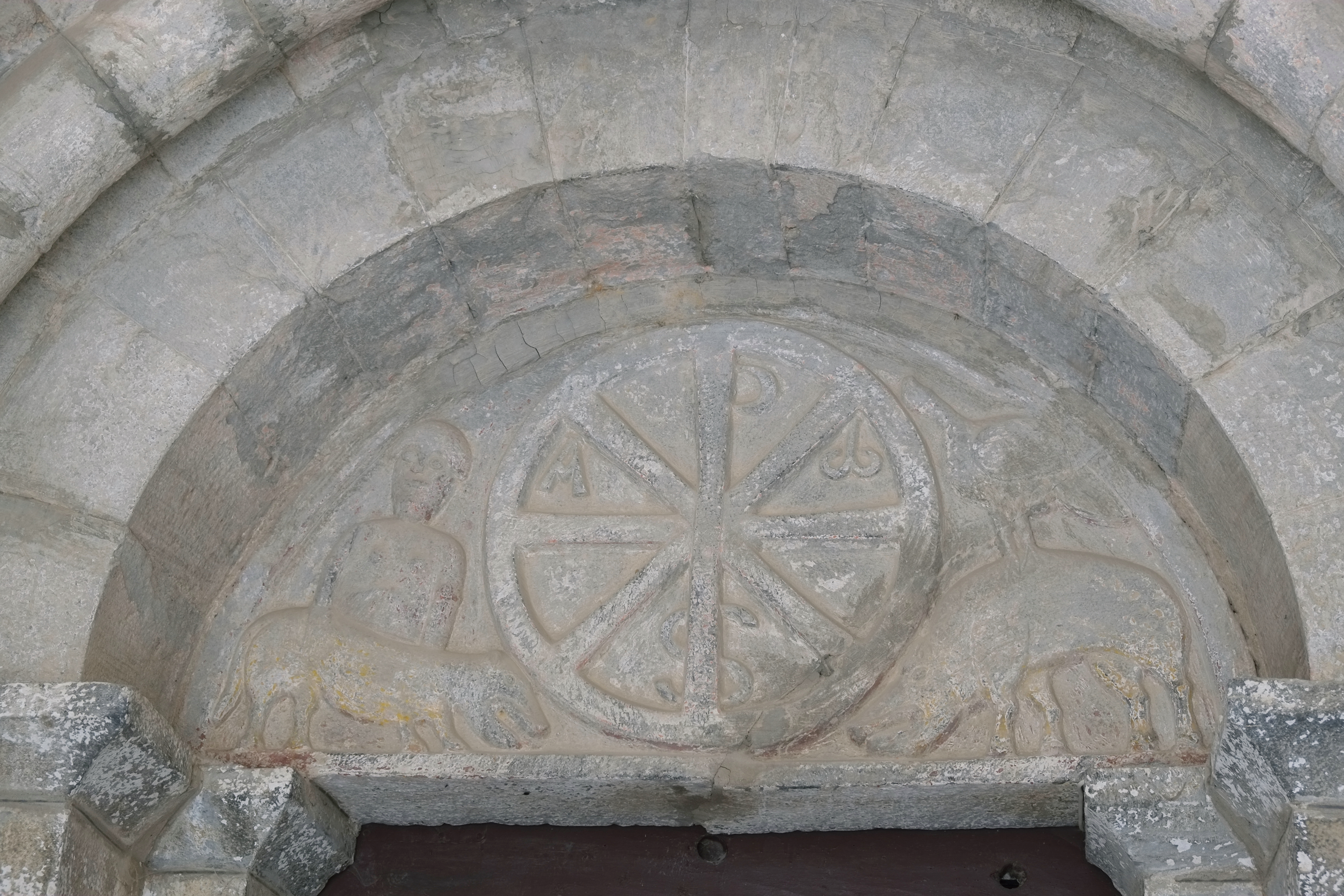
Crismón en la portada de la iglesia de la Asunción

Al pie de la nave, bajo el coro, se encuentra la pila bautismal. Es románica, rectangular, con decoración de sogueado en las esquinas y cabecitas en la parte superior de las mismas.
Sus muros estaban cubiertos con pinturas de finales del siglo XII, románicas, que fueron trasladadas al Museo Diocesano de Jaca. Destacan las escenas de la Epifanía, la Huida a Egipto y el Cristo en Majestad, que ocupaba la bóveda del ábside.

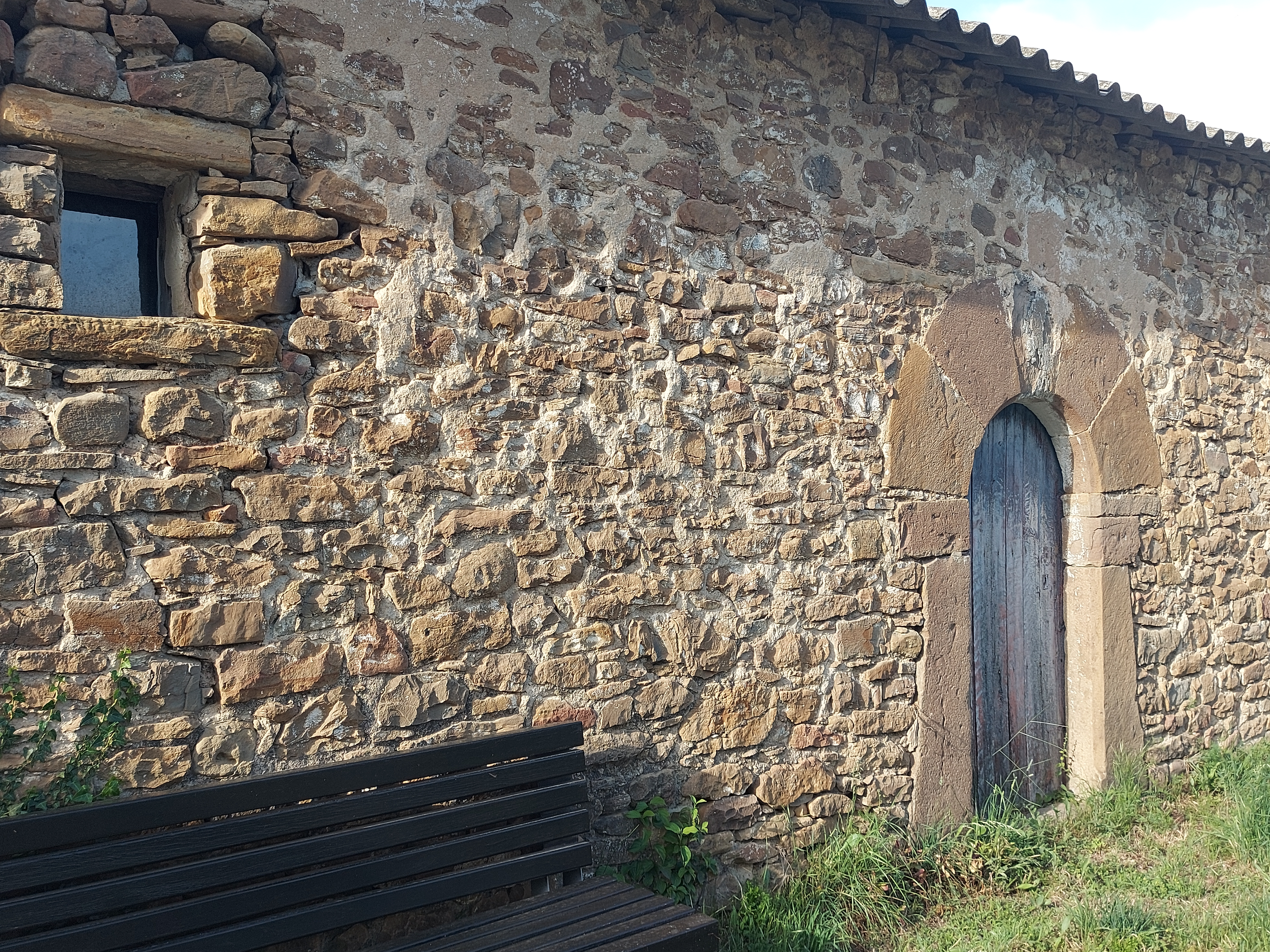
Ermita de Santa Eulalia

Al exterior el ábside tiene un ventanal abocinado con arco de medio punto. En la cornisa de la nave y del ábside algunos canecillos tienen  ornamentación geométrica a base de bolas y baquetones.
La portada se encuentra al pie de la nave, en el muro oeste, y está protegida por un atrio moderno. Tiene tres arquivoltas -la central es abocelada- que apoyan en pilastras rematadas en imposta. El tímpano contiene en el centro el relieve de un crismón trinitario. Está flanqueado a la izquierda por lo que podría ser un león y el torso de una figura humana en la que se destacan el diafragma y los pechos; a la derecha se representan lo que podría ser un jabalí y sobre él un ave. Se estima que es una versión muy rudimentaria del crismón de la catedral de Jaca, semejante a las que se encuentran en localidades del entorno.
Apoyada en el muro norte se levanta la torre de cuatro cuerpos delimitados por impostas. Es románica, aunque al menos el último cuerpo y el remate son del siglo XVI. El muro este presenta una ventana con arco de medio punto en la que se ha reaprovechado un capital románico. La torre fue restaurada con rigor en 2010.

### Ermita de Santa Eulalia
Es un edificio rústico, sin especial valor arquitectónico. Tiene planta rectangular con cabecera recta que mira al este. La puerta, de arco de medio punto formado por desmesuradas dovelas, y dos tragaluces vanos están en el muro sur. 
Destaca el pavimento del interior, elaborado con pequeños cantos rodados ordenados con motivos geométricos y vegetales.

### Arquitectura popular

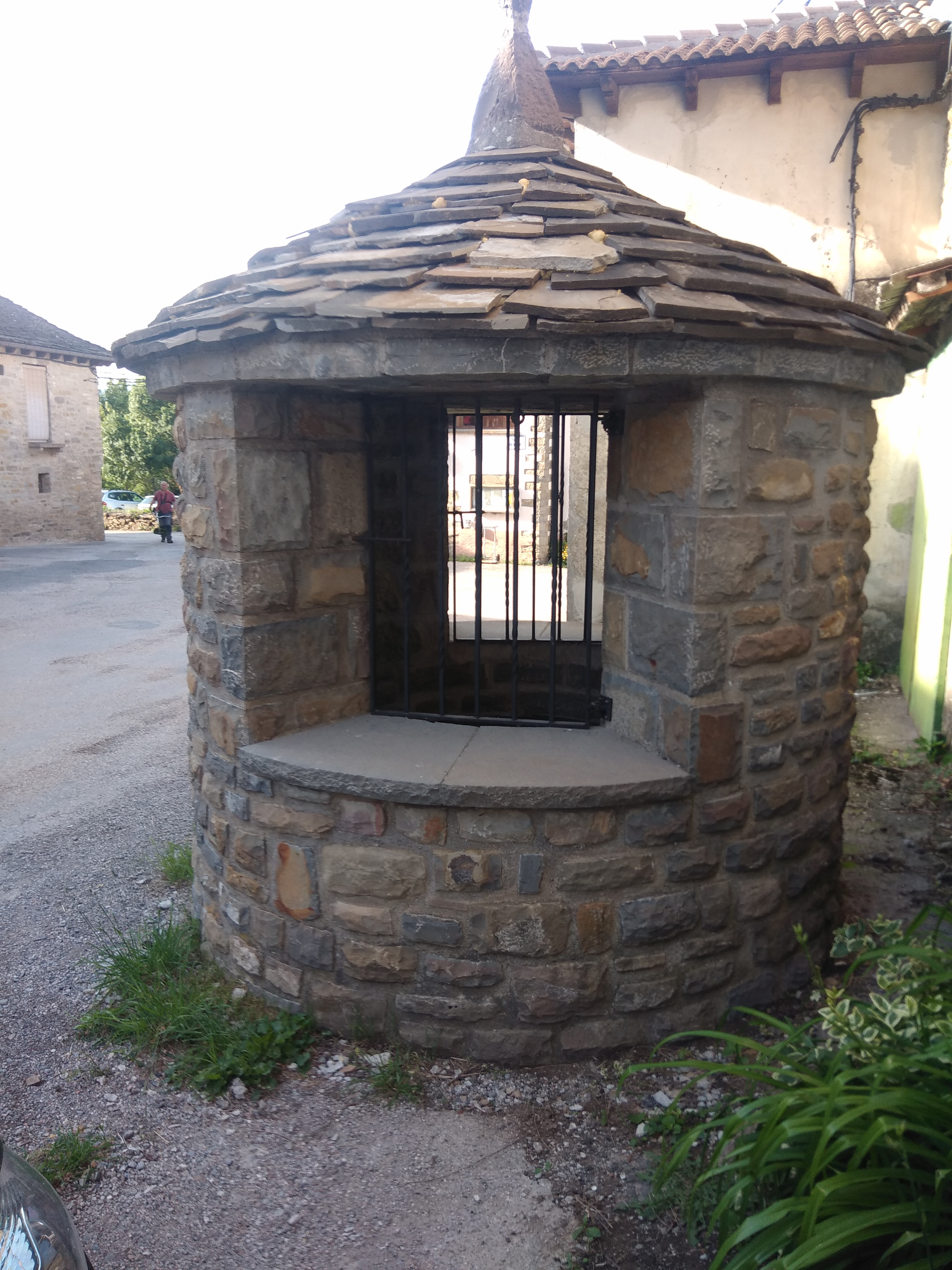
Pozo

El conjunto urbano se organiza en torno a la plaza que precede a la iglesia parroquial y de desparrama radialmente. Las casas tradicionales son de mampostería con sillarejos en las esquinas y ventanas. Las cubiertas con entramado de madera se cerraban con losas de piedra. Se han reconstruido con acierto algunas bordas mientras que las viviendas levantadas al este, junto al río Gas, pueden parecer desmesuradas y en ocasiones planteadas con un dudoso estilo historicistas.
Varias viviendas han sido rehabilitadas como alojamientos turísticos.
Navasa en el año 2000, recibió el premio "pueblo limpio" entre los pertenecientes a la comarca de la Jacetania.
A la entrada de la iglesia se encuentra el pozo comunitario, circular y cerrado, similar a los existentes en la comarca.

## Fiestas y romerías
- Fiestas mayores: Del 20 al 22 de agosto, en torno a la festividad de la Asunción  de la Virgen, a la que está dedicada la parroquia.
- Fiestas menores: 10 de diciembre en honor a Santa Eulalia, antigua titular de la parroquia.
- Romería a la Virgen de la Cueva, venerada en la ermita rupestre situada en el monte Oroel. Se celebra un domingo de finales de mayo o principios de junio. Antiguamente tenía lugar en la Pascua de Pentecostés. Participan los vecinos de Jaca, Ara, Barós, Ullé y Navasa.
- Romería de santa Orosia en Yebra de Basa el Domingo de Trinidad.
- Fiesta de santa Orosia en Jaca el 25 de junio.
- Romería de san Indalecio en San Juan de la Peña un domingo de la primera quincena de junio.

## Galería de imágenes

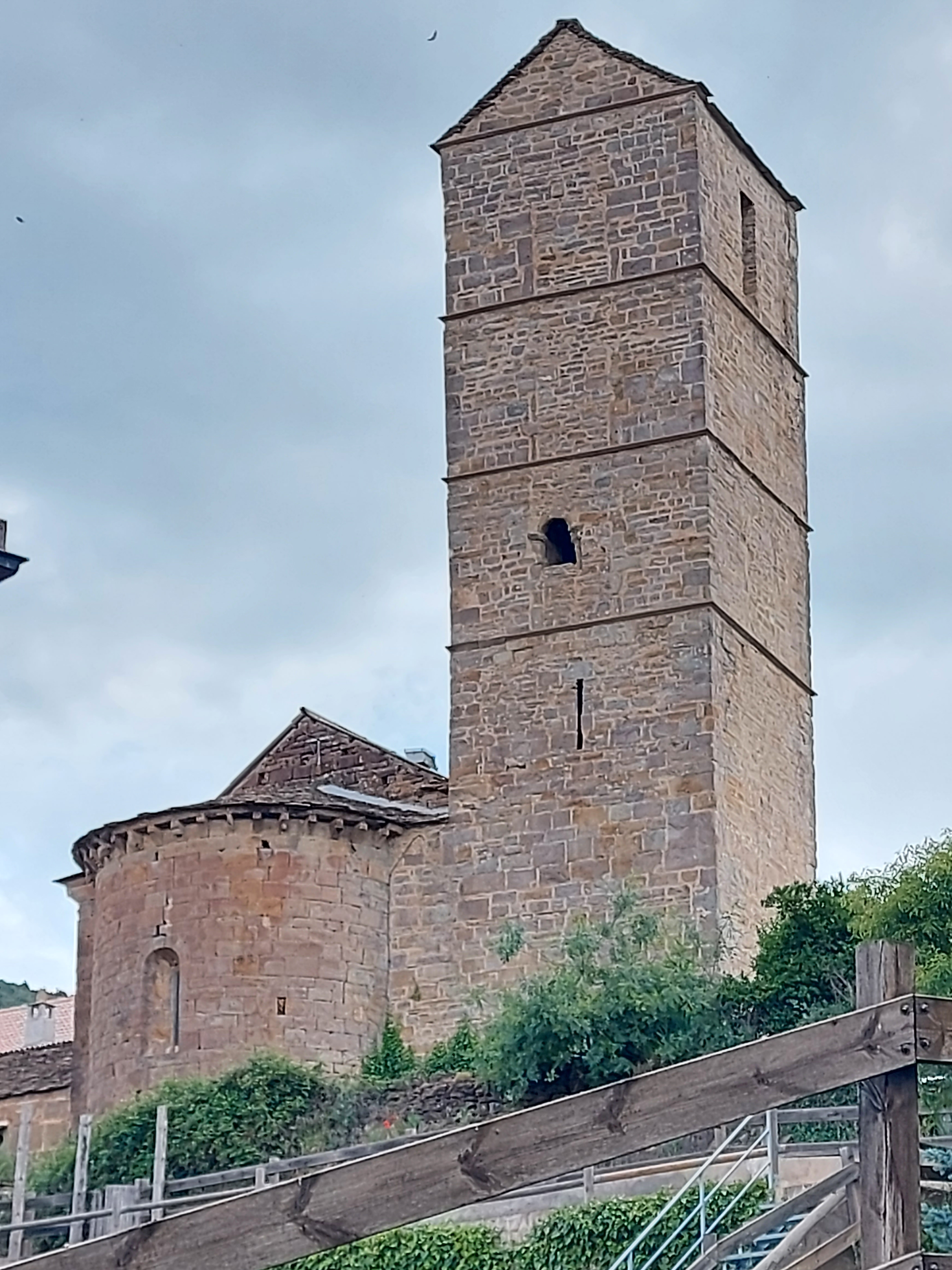
Iglesia de la Asunción: ábside y torre
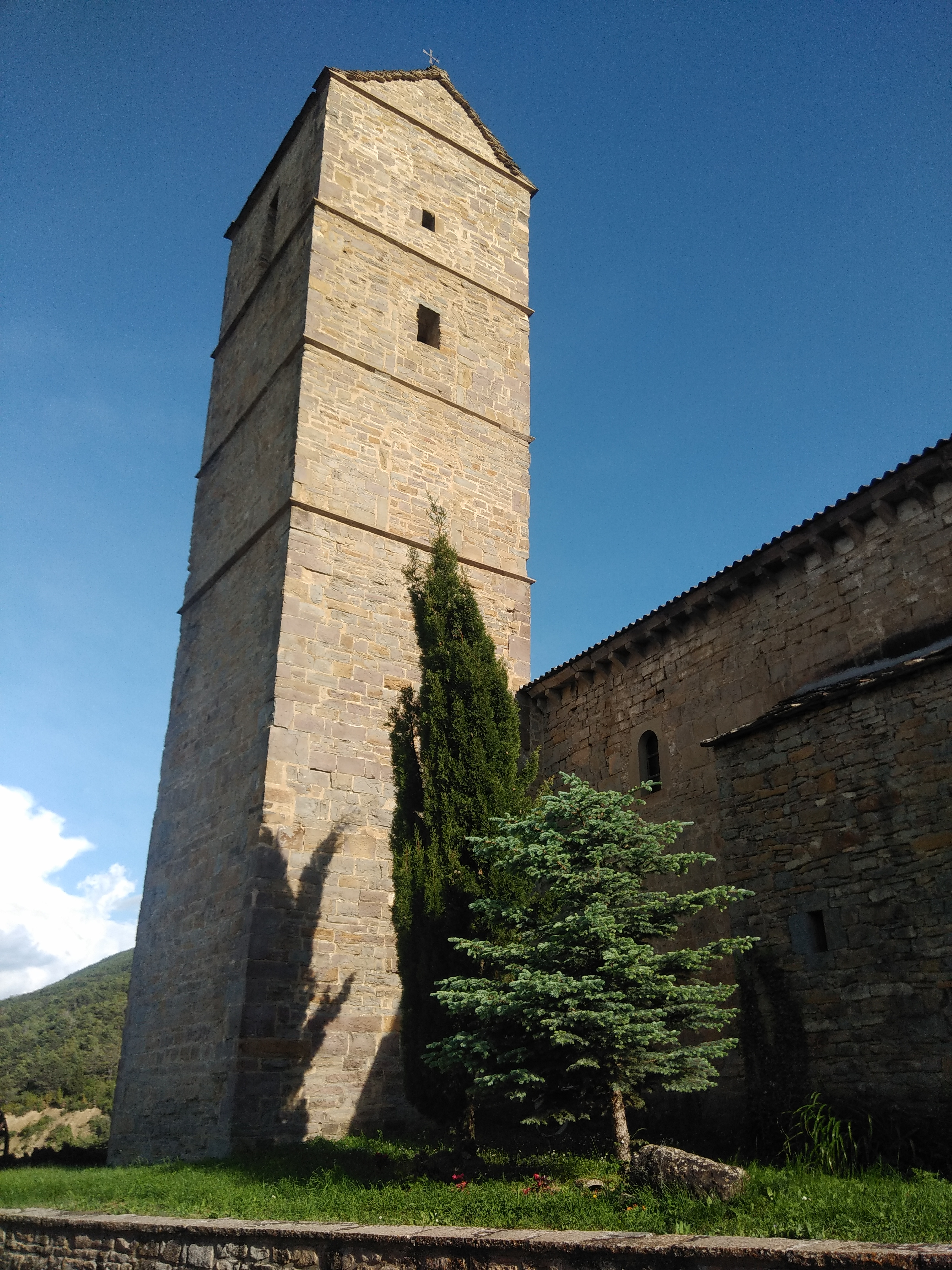
Torre: muros sur y oeste
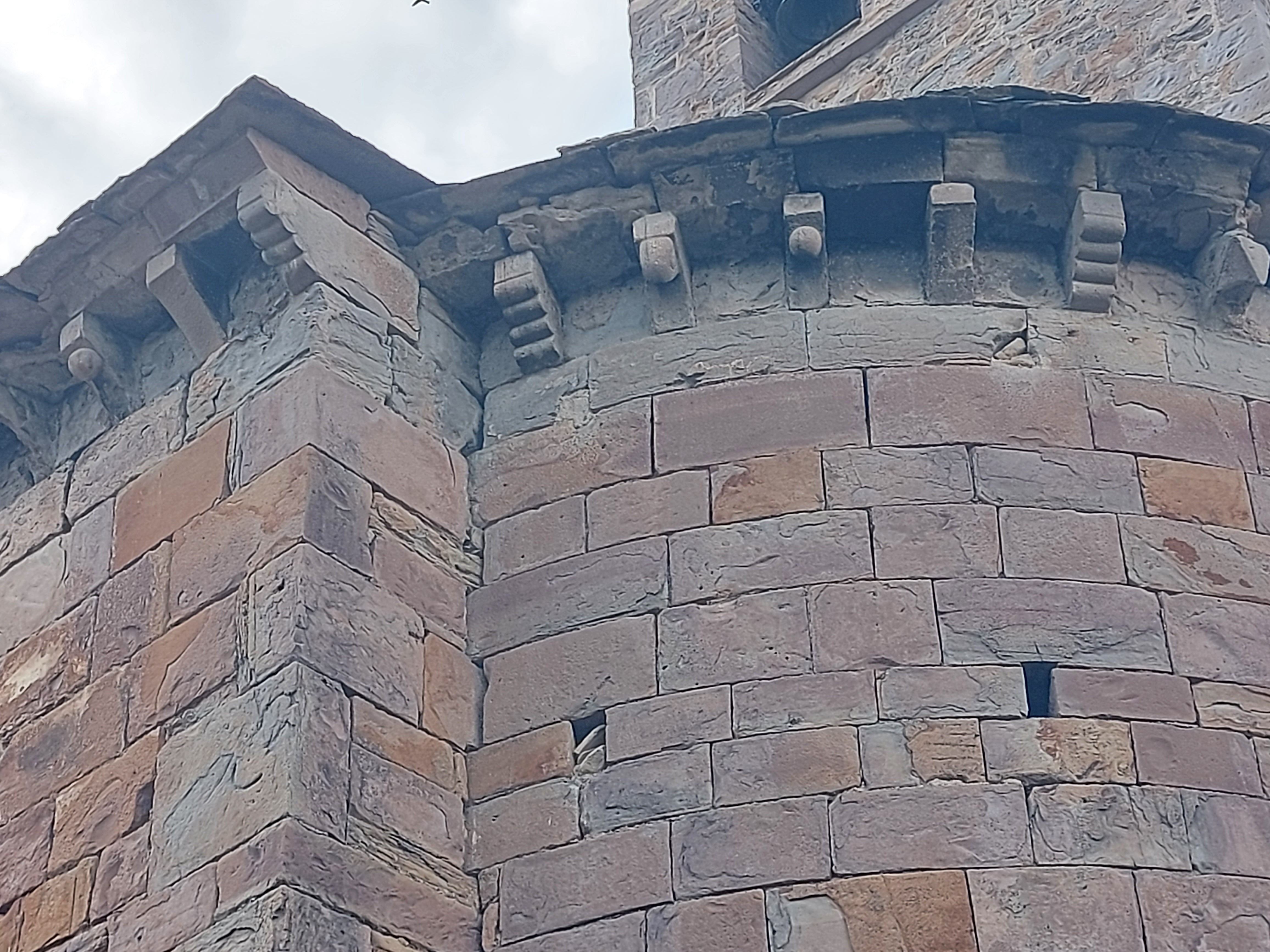
Canecillos románicos
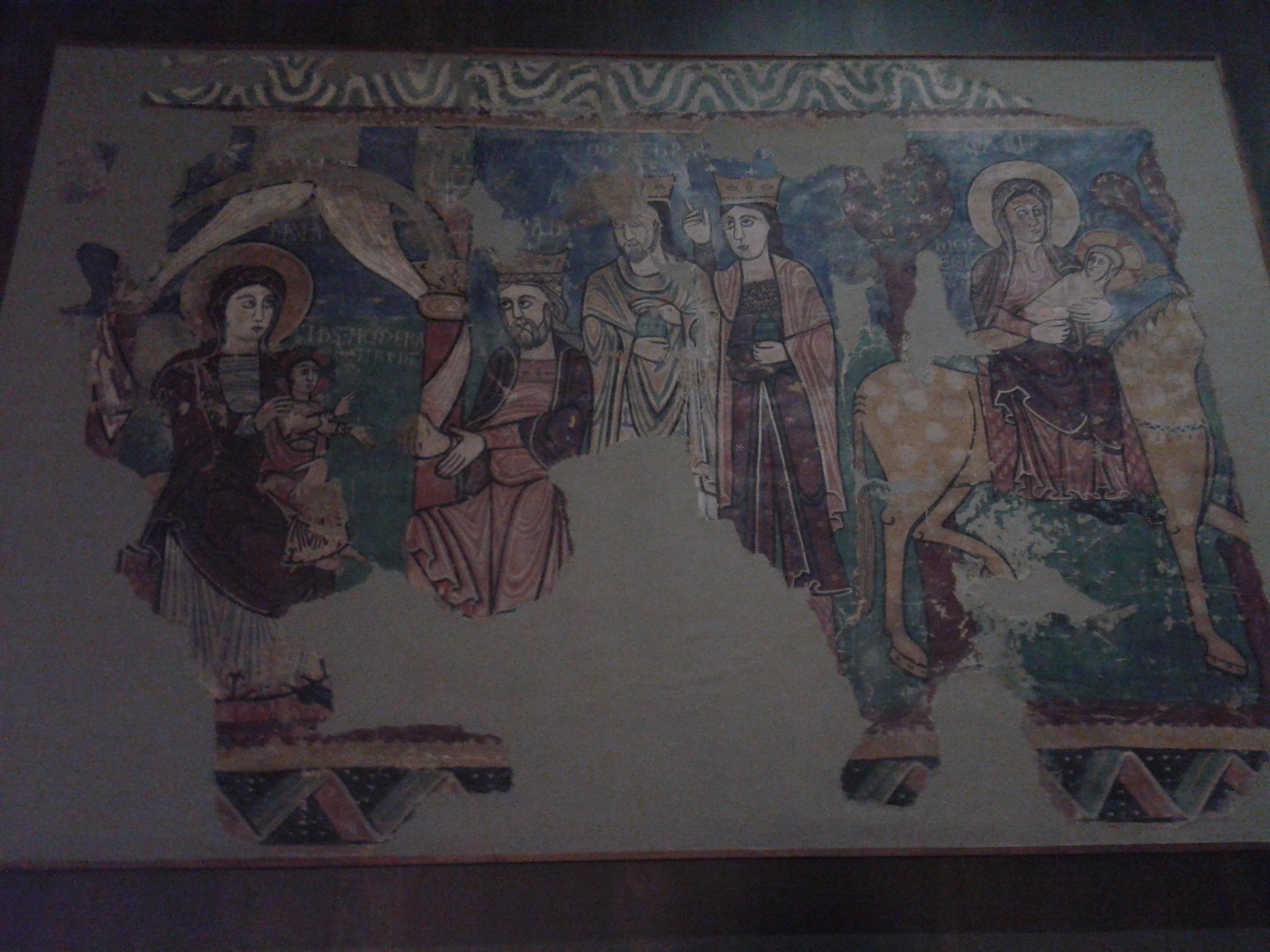
Pintura románica de la Epifanía y la Huida a Egipto procedente de Navasa
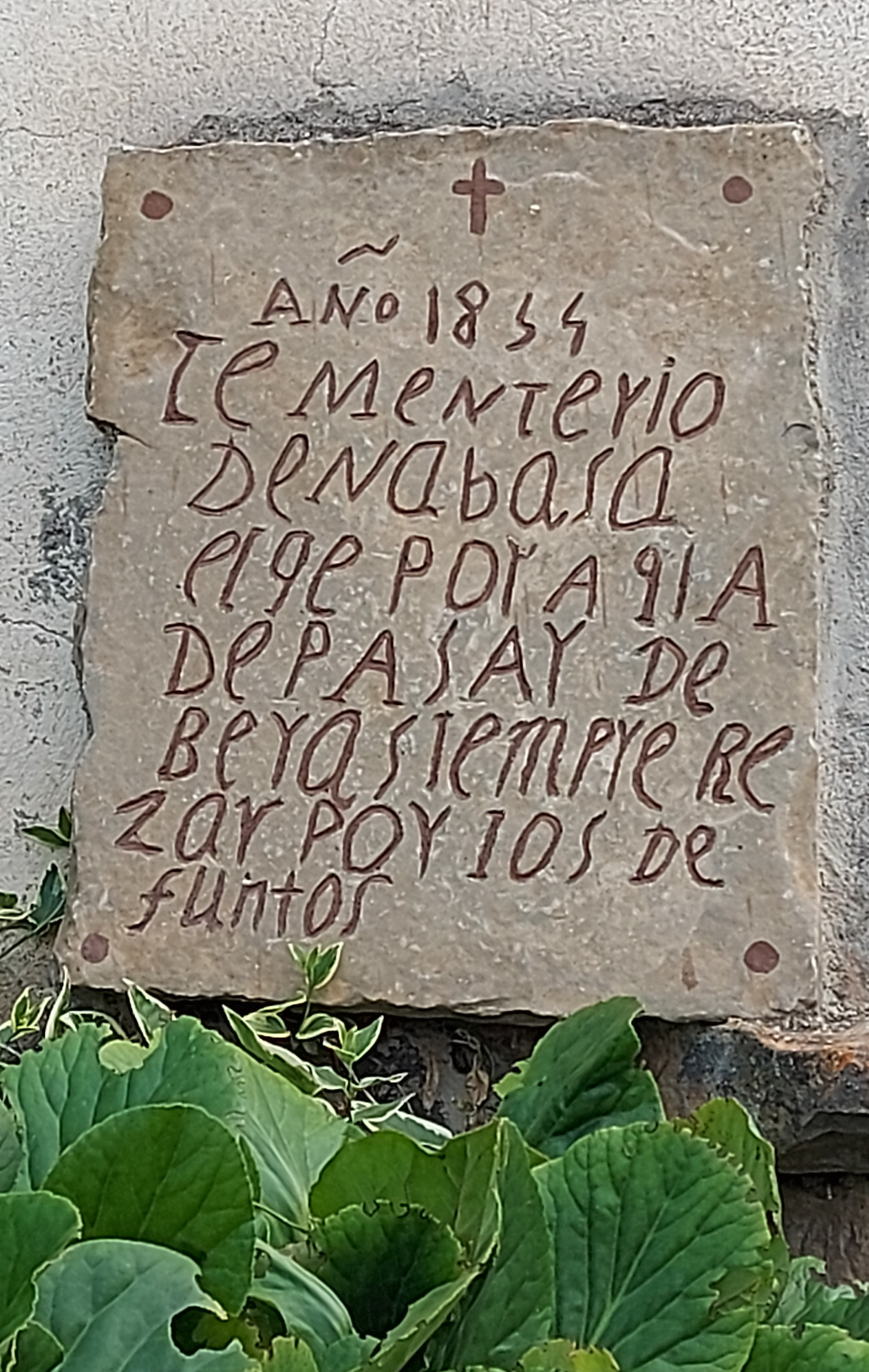
Inscripción del antiguo cementerio, situado en el muro sur de la iglesia
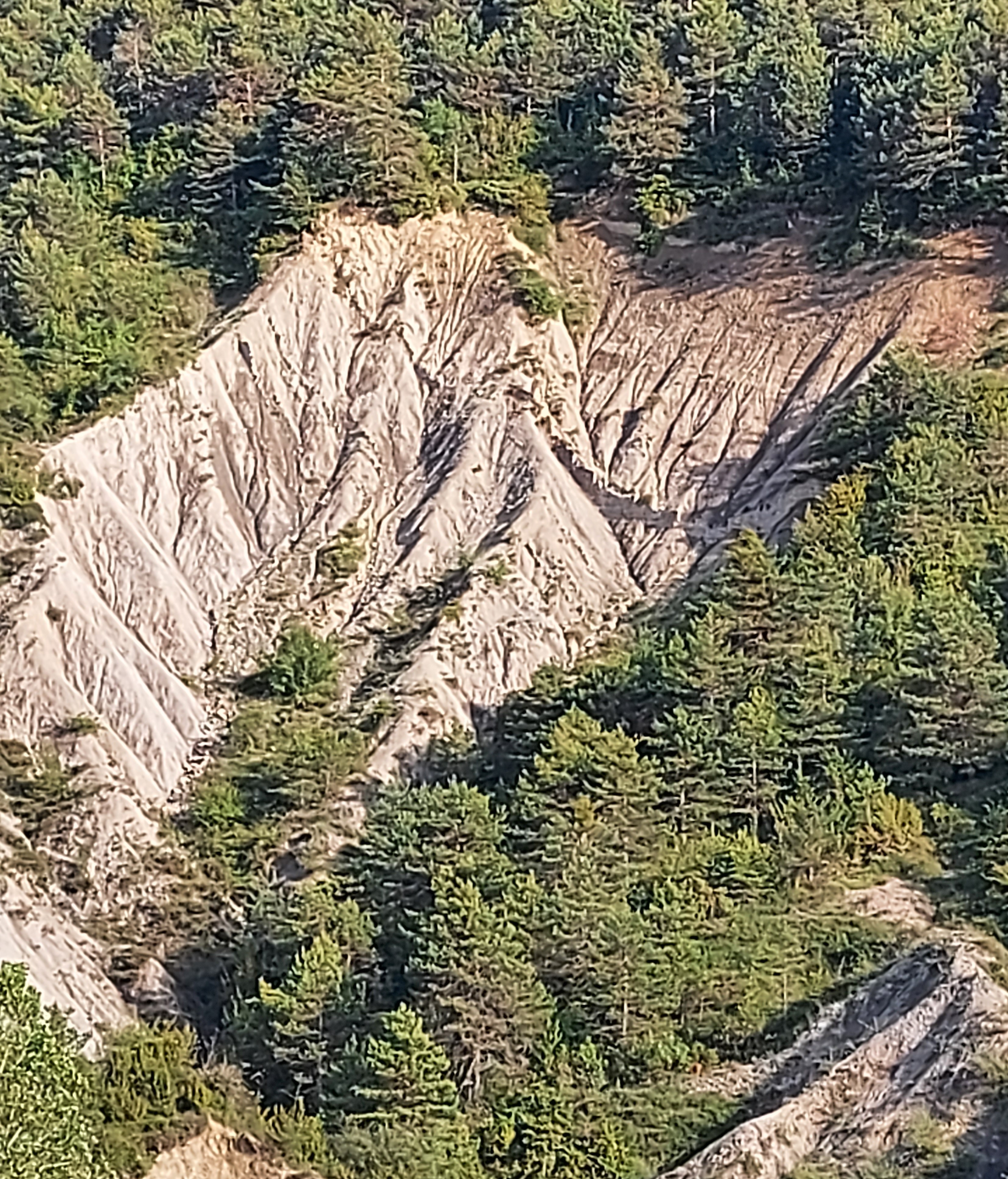
Cárcavas